# Nuoto ai Giochi della XXXII Olimpiade - 100 metri rana femminili
La gara di nuoto dei 100 metri rana femminili dei Giochi della XXXII Olimpiade di Tokyo è stata disputata tra il 25 e il 27 luglio 2021 presso il Tokyo Aquatics Centre. Vi hanno partecipato 47 atlete provenienti da 40 nazioni.
La competizione è stata vinta dalla nuotatrice statunitense Lydia Jacoby, mentre l'argento e il bronzo sono andati rispettivamente alla sudafricana Tatjana Schoenmaker e all'altra statunitense Lilly King.

## Record
Prima della competizione il record del mondo e il record olimpico erano i seguenti:
| Record mondiale | 1'04"13 | Lilly King Stati Uniti | 25 luglio 2017 Budapest, Ungheria     |
| Record olimpico | 1'04"93 | Lilly King Stati Uniti | 8 agosto 2016 Rio de Janeiro, Brasile |

Durante la competizione è stato stabilito il seguente record:
| Data      | Evento     | Atleta              | Nazione   | Tempo   | Record          |
| --------- | ---------- | ------------------- | --------- | ------- | --------------- |
| 25 luglio | Batteria 5 | Tatjana Schoenmaker | Sudafrica | 1'04"82 | Record olimpico |

## Programma
| Data           | Ora (UTC+9) | Turno      |
| -------------- | ----------- | ---------- |
| 25 luglio 2021 | 19:34       | Batterie   |
| 26 luglio 2021 | 10:50       | Semifinali |
| 27 luglio 2021 | 11:17       | Finale     |

## Risultati

### Batterie
| Pos. | Batteria | Corsia | Atleta                  | Nazionalità     | Tempo   | Note             |
| ---- | -------- | ------ | ----------------------- | --------------- | ------- | ---------------- |
| 1    | 5        | 5      | Tatjana Schoenmaker     | Sudafrica       | 1'04"82 | Q,               |
| 2    | 5        | 4      | Lydia Jacoby            | Stati Uniti     | 1'05"52 | Q                |
| 3    | 6        | 4      | Lilly King              | Stati Uniti     | 1'05"55 | Q                |
| 4    | 6        | 5      | Sophie Hansson          | Svezia          | 1'05"66 | Q,               |
| 5    | 6        | 3      | Martina Carraro         | Italia          | 1'05"85 | Q                |
| 6    | 6        | 6      | Evgeniia Chikunova      | ROC             | 1'06"16 | Q                |
| 7    | 6        | 8      | Ida Hulkko              | Finlandia       | 1'06"19 | Q,               |
| 8    | 4        | 4      | Julija Efimova          | ROC             | 1'06"21 | Q                |
| 9    | 5        | 6      | Mona McSharry           | Irlanda         | 1'06"39 | Q                |
| 10   | 4        | 3      | Tang Qianting           | Cina            | 1'06"47 | Q                |
| 11   | 6        | 2      | Sarah Vasey             | Gran Bretagna   | 1'06"61 | Q                |
| 12   | 5        | 3      | Chelsea Hodges          | Australia       | 1'06"70 | Q                |
| 13   | 5        | 7      | Lisa Mamié              | Svizzera        | 1'06"76 | Q                |
| 14   | 5        | 2      | Eneli Jefimova          | Estonia         | 1'06"79 | Q                |
| 15   | 3        | 1      | Kotryna Teterevkova     | Lituania        | 1'06"82 | Q                |
| 16   | 3        | 2      | Anna Elendt             | Germania        | 1'06"96 | Q                |
| 17   | 4        | 2      | Kanako Watanabe         | Giappone        | 1'07"01 |                  |
| 18   | 5        | 1      | Jessica Vall            | Spagna          | 1'07"07 |                  |
| 19   | 4        | 6      | Reona Aoki              | Giappone        | 1'07"29 |                  |
| 20   | 4        | 1      | Jessica Hansen          | Australia       | 1'07"50 |                  |
| 21   | 4        | 7      | Alina Zmushka           | Bielorussia     | 1'07"58 |                  |
| 22   | 3        | 6      | Alia Atkinson           | Giamaica        | 1'07"70 |                  |
| 23   | 4        | 8      | Kelsey Wog              | Canada          | 1'07"73 |                  |
| 24   | 6        | 7      | Kierra Smith            | Canada          | 1'07"87 |                  |
| 25   | 3        | 4      | Tes Schouten            | Paesi Bassi     | 1'07"89 |                  |
| 26   | 3        | 5      | Fanny Lecluyse          | Belgio          | 1'07"93 |                  |
| 27   | 6        | 1      | Emelie Fast             | Svezia          | 1'07"98 |                  |
| 28   | 2        | 3      | Andrea Podmaníková      | Slovacchia      | 1'08"36 | Record nazionale |
| 29   | 2        | 5      | Phee Jinq En            | Malaysia        | 1'08"40 | Record nazionale |
| 30   | 3        | 7      | Melissa Rodríguez       | Messico         | 1'08"76 |                  |
| 31   | 3        | 3      | Julia Sebastián         | Argentina       | 1'09"35 |                  |
| 32   | 2        | 7      | Tilali Scanlan          | Samoa Americane | 1'10"01 |                  |
| 33   | 2        | 4      | Ema Rajić               | Croazia         | 1'10"02 |                  |
| 34   | 3        | 8      | Diana Petkova           | Bulgaria        | 1'10"61 |                  |
| 35   | 2        | 6      | Emily Santos            | Panama          | 1'12"10 |                  |
| 36   | 2        | 8      | Kirsten Fisher-Marsters | Isole Cook      | 1'13"98 |                  |
| 37   | 1        | 3      | Emilie Grand'Pierre     | Haiti           | 1'14"82 | Record nazionale |
| 38   | 2        | 2      | Alicia Kok Shun         | Mauritius       | 1'15"42 |                  |
| 39   | 1        | 5      | Darya Semyonova         | Turkmenistan    | 1'16"37 |                  |
| 40   | 1        | 4      | Jayla Pina              | Capo Verde      | 1'16"96 |                  |
| 41   | 1        | 2      | Taeyanna Adams          | Micronesia      | 1'25"36 |                  |
| 42   | 1        | 7      | Nooran Ba-Matraf        | Yemen           | 1'27"79 |                  |
| 43   | 1        | 6      | Aishath Sajina          | Maldive         | 1'33"59 |                  |
| -    | 2        | 1      | Claudia Verdino         | Monaco          | -       | DSQ              |
| -    | 4        | 5      | Benedetta Pilato        | Italia          | -       | DSQ              |
| -    | 1        | 1      | Mariama Toure           | Guinea          | -       | DNS              |
| -    | 5        | 8      | Anastasia Gorbenko      | Israele         | -       | DNS              |

### Semifinali
| Pos. | Semifinale | Corsia | Atleta              | Nazionalità   | Tempo   | Note |
| ---- | ---------- | ------ | ------------------- | ------------- | ------- | ---- |
| 1    | 2          | 4      | Tatjana Schoenmaker | Sudafrica     | 1'05"07 | Q    |
| 2    | 2          | 5      | Lilly King          | Stati Uniti   | 1'05"40 | Q    |
| 3    | 1          | 4      | Lydia Jacoby        | Stati Uniti   | 1'05"72 | Q    |
| 4    | 1          | 5      | Sophie Hansson      | Svezia        | 1'05"81 | Q    |
| 5    | 1          | 6      | Julija Efimova      | ROC           | 1'06"34 | Q    |
| 6    | 1          | 3      | Evgeniia Chikunova  | ROC           | 1'06"47 | Q    |
| 7    | 2          | 3      | Martina Carraro     | Italia        | 1'06"50 | Q    |
| 8    | 2          | 2      | Mona McSharry       | Irlanda       | 1'06"59 | Q    |
| 9    | 1          | 7      | Chelsea Hodges      | Australia     | 1'06"60 |      |
| 10   | 1          | 2      | Tang Qianting       | Cina          | 1'06"63 |      |
| 11   | 2          | 7      | Sarah Vasey         | Gran Bretagna | 1'06"87 |      |
| 12   | 2          | 6      | Ida Hulkko          | Finlandia     | 1'07"02 |      |
| 13   | 1          | 8      | Anna Elendt         | Germania      | 1'07"31 |      |
| 14   | 2          | 8      | Kotryna Teterevkova | Lituania      | 1'07"39 |      |
| 15   | 2          | 1      | Lisa Mamié          | Svizzera      | 1'07"41 |      |
| 16   | 1          | 1      | Eneli Jefimova      | Estonia       | 1'07"58 |      |

### Finale
| Pos.    | Corsia | Atleta              | Nazionalità | Tempo   | Note |
| ------- | ------ | ------------------- | ----------- | ------- | ---- |
| Oro     | 3      | Lydia Jacoby        | Stati Uniti | 1'04"95 |      |
| Argento | 4      | Tatjana Schoenmaker | Sudafrica   | 1'05"22 |      |
| Bronzo  | 5      | Lilly King          | Stati Uniti | 1'05"54 |      |
| 4       | 7      | Evgeniia Chikunova  | ROC         | 1'05"90 |      |
| 5       | 2      | Julija Efimova      | ROC         | 1'06"02 |      |
| 6       | 6      | Sophie Hansson      | Svezia      | 1'06"07 |      |
| 7       | 1      | Martina Carraro     | Italia      | 1'06"19 |      |
| 8       | 8      | Mona McSharry       | Irlanda     | 1'06"94 |      |